# Twyn Llech
El Twyn Llech ("Muntanya Negra" en gal·lès) és un turó de les Muntanyes Negres. És l'única marilyn que cau exactament a la frontera entre Gal·les i Anglaterra, entre els comtats de Powys i Herefordshire. El seu pic principal, Waun Fach, es troba a l'oest.

## Accés
És el punt més alt del Hatterrall Ridge. El camí del dic d'Offa passa per la carena, més o menys de sud a nord. Un camí més costerut condueix al cim des de prop de l'antic alberg a la vall d'Ewyas cap a l'oest. El cim no està marcat i, a causa dels desnivells molt poc profunds al llarg de la carena del cim, pràcticament impossible de determinar in situ. Hi ha llibertat de pas. El sòl és torbat i normalment molt humit fins i tot amb bon temps, sobretot als terrenys més alts.
És el cim més alt d'Anglaterra al sud de Great Whernside als Yorkshire Dales.

## Geologia
La muntanya està formada per gresos i fangs de la Formació Senni de l'Antiga Pedra Roja, datada de l'edat Devoniana. La forma de la vall d'Ewyas al sud i a l'oest de la cresta de Hatterall suggereix fortament que va ser ocupada per una glacera durant almenys la Glaciació del Quaternari, encara que potser no durant l'última edat de gel, quan l'altiplà probablement ja estava lliure de gel.